# Luftstreitkräfte (Austria)

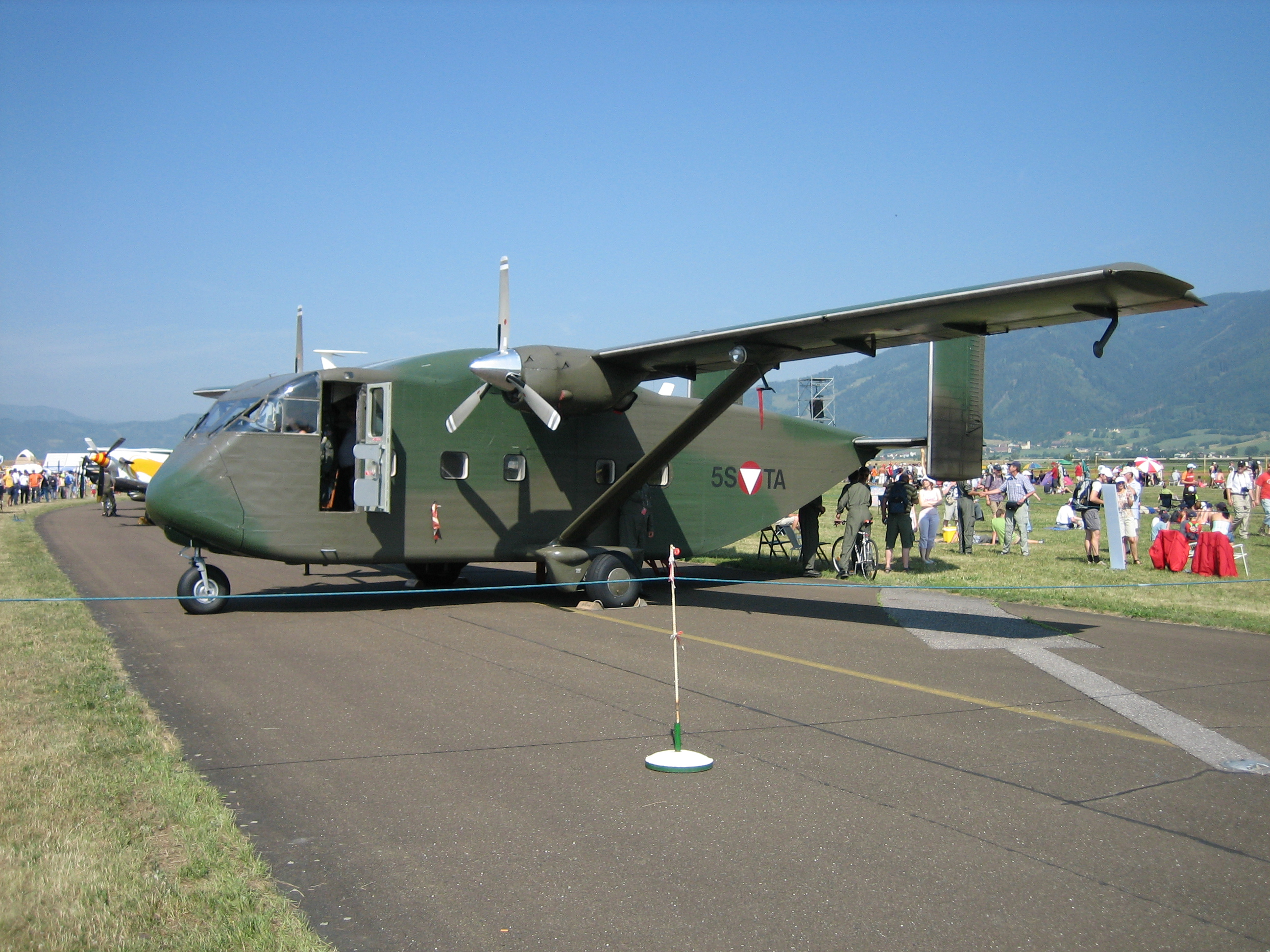
Uno Short SC.7 Skyvan nella livrea dell'Österreichische Luftstreitkräfte.

Luftstreitkräfte, tradotto dalla lingua tedesca Forze aeree (in lingua inglese Air Force), è l'aeronautica militare delle forze armate austriache.
Rifondata nel 1955, a causa delle clausole dettate dalla vittoria alleata alla fine della seconda guerra mondiale, ne eredita le tradizioni militari delle precedenti Luftwaffen Kommando Österreich, come conseguenza dell'Anschluss, nel periodo dal 1938 al 1945, quando il paese era stato annesso alla Germania nazista, ed Heimwehr Flieger Korps fondata nel 1927 ed esistita formalmente sino all'Anschluss.

## Aeromobili in uso
Sezione aggiornata annualmente in base al World Air Force di Flightglobal del corrente anno. Tale dossier non contempla UAV, aerei da trasporto VIP ed eventuali incidenti accorsi durante l'anno della sua pubblicazione. Modifiche giornaliere o mensili che potrebbero portare a discordanze nel tipo di modelli in servizio e nel loro numero rispetto a WAF, vengono apportate in base a siti specializzati, periodici mensili e bimestrali. Tali modifiche vengono apportate onde rendere quanto più aggiornata la tabella.
| Aeromobile                    | Origine                            | Tipo                                             | Versione (denominazione locale) | In servizio (2024) | Note | Immagine |
| Aerei da combattimento        |                                    |                                                  |                                 |                    | |          |
| Eurofighter Typhoon           | Regno Unito Germania Italia Spagna | aereo da caccia                                  | EF-2000                         | 15                 | Entrati in servizio nel 2007. L'ordine iniziale di 24 è stato ridotto a 18 e infine a 15. |          |
| Alenia Aermacchi M-346 Master | Italia                             | aereo d'attacco leggero aereo da addestramento   | M-346FA                         | 0                  | 12 M-346FA selezionati il 28 dicembre 2024. |          |
| Aerei da trasporto            |                                    |                                                  |                                 |                    | |          |
| Pilatus PC-6 Porter           | Svizzera                           | aerei da trasporto                               | C-6/B2-H2 Turbo-Porter          | 8                  | 13 consegnati. Lancio paracadutisti, traino bersagli, ricognizione fotografica, evacuazione sanitaria (MEDEVAC) con due barelle a bordo e missioni antincendio con un contenitore ventrale da 800 litri. |          |
| Lockheed C-130 Hercules       | Stati Uniti                        | aerei da trasporto                               | C-130K                          | 3                  | 3 C-130K ex RAF acquisiti nel 2003 revisionati dalla Marshall Aerospace. Un primo aggiornamento dell'avionica fu approvato nel 2011 e concluso nel 2015. |          |
| Embraer KC-390                | Brasile                            | aerei da trasporto                               | C-390M                          | 0                  | 4 KC-390 selezionati il 20 settembre 2023 e ordinati il 22 luglio 2024. |          |
| Aerei da addestramento        |                                    |                                                  |                                 |                    | |          |
| Pilatus PC-7 Turbo Trainer    | Svizzera                           | Aerei da addestramento                           | PC-7OE                          | 12                 | 16 Acquisiti dal 1983. Anche missioni di polizia aerea armati con pod con mitragliatrici da 12,7 mm e razziere. |          |
| Diamond DA40 NG Diamond Star  | Austria                            | Aerei da addestramento                           | DA40 NG                         | 4                  | 4 DA40 NG ordinati ad agosto 2017, con i primi due esemplari consegnati il 3 maggio 2018. Ultimi due esemplari consegnati il 19 settembre 2018. |          |
| Elicotteri                    |                                    |                                                  |                                 |                    | |          |
| Agusta-Bell AB-212            | Italia                             | elicottero utility                               | AB 212                          | 22                 | 26 esemplari acquisiti dal 1980. Impiegati per trasporto, ricerca e soccorso (SAR), evacuazione sanitaria (MEDEVAC), antincendio e appoggio alle forze speciali. |          |
| AgustaWestland AW169          | Italia                             | elicottero multiruoloelicottero da addestramento | AW169MAW169B                    | 6                  | 18 AW169M selezionati a settembre 2020. L'ordine definitivo per i 18 elicotteri (6 AW169B da addestramento e 12 AW169MA multiruolo) è stato firmato il 2 dicembre 2021. Ulteriori 18 elicotteri (6 AW169B da addestramento e 12 AW169MA multiruolo) sono stati ordinati l'11 novembre 2022. Il primo AW169MA è stato preso in consegna il 21 dicembre 2022. |          |
| Bell OH-58 Kiowa              | Stati Uniti                        | elicottero da osservazione                       | OH-58B                          | 10                 | 12 Acquisiti dal 1976. Sono impiegati per trasporto, ricognizione ed appoggio all'esercito. NVG compatibili e possono essere armati con 2 mitragliatrici M134 Minigun da 7,62 mm, una per lato della fusoliera. Verrà gradualmente eliminato e sostituito dal AW-169.                                                                                       |          |
| Sikorsky S-70 Black Hawk      | Stati Uniti                        | elicottero da trasporto                          | S-70A-42UH-60L                  | 92                 | 9 S-70 entrati in servizio a partire dal 2002 ed in fase di aggiornamento. Ulteriori 3 UH-60L ex giordani ordinati nel 2020, due consegnati nel 2021 ed il terzo previsto entro il 2025. Impiegato per trasporto VIP, antincendio con benna da 3000 litri, appoggio alle forze speciali. Ulteriori 12 UH-60M ordinati il 2 luglio 2024.                     |          |

## Aeromobili ritirati
- Sud-Aviation SA 316B Alouette III - 26 esemplari (1967-2024)[33][34][35]
- Saab 105ÖE - 70 esemplari (1970-2020)[36][37][38][39]
- Northrop F-5E Tiger II - 12 esemplari (2004-2008)[40][41][42]
- Saab J35ÖE Draken - 24 esemplari (1987-2005)[43]
- Sikorsky S-65Öe - 2 esemplari (1970-1981)[44][45]
- Agusta-Bell AB-206 - 13 esemplari (1969-2009)[46]
- Agusta-Bell AB-204B - 26 esemplari (1963-2001)[47]

## Organizzazione attuale
Attualmente le österreichischen Luftstreitkräfte è strutturata in:
- comando difesa aerea (Luftraumüberwachung Kommando);
- comando supporto aereo (Luftunterstützung Kommando);
- comando delle scuole di volo e contraeree (Flieger und Fliegerabwehrschule Kommando).

Dal Luftraumüberwachung Kommando dipendono:
- lo stormo sorveglianza (Überwachungsgeschwader) con il 1. e 2. Staffel equipaggiati con Eurofighter Typhoon sulla base di Zeltweg;
- il Fliegerwerft 2 che è il centro manutenzione per Typhoon e Pilatus PC-7 sulla base di Zeltweg;
- un battaglione radar con tre siti principali a Kolomansberg, Steinmandl e Koralpe più due compagnie con radar mobili;
- due reggimenti contaerei equipaggiati con missili MBDA Mistral e cannoni binati Oerlikon da 35 mm.

Dal Luftunterstützung Kommando dipendono, 
- sulla base di Langebarn:
  - il 1. Staffel equipaggiato con elicotteri Sikorsky UH-60 Black Hawk;
  - il 2. Staffel equipaggiato con elicotteri Bell OH-58 Kiowa;
  - il 4. Staffel equipaggiato con Pilatus PC-6 Turbo Porter;
  - il Fliegerwerft 1 che è il centro manutenzione per tutti gli elicotteri ed i PC-6 della base;
- sulla base di Linz-Hörsching:
  - il 1. e 2. Staffel equipaggiati con elicotteri Agusta-Bell AB-212;
  - il 3. Staffel equipaggiato con Lockheed C-130K Hercules;
  - il Fliegerwerft 3 che è il centro manutenzione per gli AB-212;
- sulla base di Aigen: 
  - il 1. e 2. Staffel equipaggiati con elicotteri SA316Ö Alouette III.

Dal Flieger und Fliegerabwehrschule Kommando dipendono:
- uno Staffel equipaggiato con elicotteri Agusta-Bell AB-206 sulla base di Langebarn;
- uno Staffel equipaggiato con Pilatus PC-7 sulla base di Zeltweg.

## Addestramento piloti
I piloti d'aereo iniziano tutti l'addestramento sul PC-7, poi i piloti da caccia proseguono con l'addestramento avanzato sul J-105, in seguito vengono inviati alla scuola NATO di Moose Jaw in Canada dove volano su Hawk Mk.115, al ritorno completano l'addestramento con la conversione operativa sul Typhoon in Germania al JG73 della Luftwaffe.
I piloti da trasporto dopo l'addestramento iniziale sul PC-7 passano al PC-6, i più esperti in seguito possono essere destinati agli Hercules.
I piloti d'elicottero iniziano l'addestramento sull'Alouette, in seguito eseguono la conversione operativa sempre su Alouette, AB-212 o Kiowa, solo piloti con almeno tre anni e mille ore di volo su elicottero possono essere destinati ai Black Hawk.

## Programmi futuri
La Österreichische Luftstreitkräfte sta valutando dei cambiamenti al programma d'addestramento per i piloti da caccia, sono in corso contatti con l'Aeronautica Militare per inviare gli allievi piloti non più a Moose Jaw ma al 61º Stormo di Galatina (Lecce) e poi al 4º Stormo di Grosseto per la conversione operativa sul Typhoon.
Data l'obsolescenza dei J-105, si sta valutando l'opportunità di un programma di aggiornamento o della sostituzione con un nuovo addestratore avanzato, in particolare con l'Aermacchi M-346.
Il battaglione radar riceverà dei nuovi radar RAT31DL di produzione Selex Sistemi Integrati, è prevista l'operatività nel 2011.